# Buoldagiesjjávrásj
Buoldagiesjjávrásj, enligt tidigare ortografi Puoltakietj-Jauratj, är en sjö i Jokkmokks kommun i Lappland och ingår i Luleälvens huvudavrinningsområde. Sjön har en area på 0,162 kvadratkilometer och ligger 679,4 meter över havet. Buoldagiesjjávrásj ligger i Padjelanta Natura 2000-område. Sjön avvattnas av vattendraget Buoldagiesjjågåsj.

## Delavrinningsområde
Buoldagiesjjávrásj ingår i det delavrinningsområde (749196-153659) som mynnar i Vastenjaure. Medelhöjden ligger 768 meter över havet och ytan är 11,82 kvadratkilometer. Räknas även de två avrinningsområdena uppströms in blir den ackumulerade arean 36,42 kvadratkilometer. Buoldagiesjjågåsj som avvattnar avrinningsområdet har biflödesordning 3, vilket innebär att vattnet flödar genom totalt tre vattendrag, nämligen Vuojatädno, Stora Luleälv och Luleälven innan det når havet efter 393 kilometer. Avrinningsområdet består till 96 procent av kalfjäll. Avrinningsområdet har 0,41 kvadratkilometer vattenytor vilket ger det en sjöprocent på 3,5 procent.